# Würzburg
För andra betydelser, se Würzburg (olika betydelser).
Würzburg är en kretsfri stad i det tyska förbundslandet Bayern med cirka 128 000 invånare. Den är den femte största staden i Bayern (efter München, Nürnberg, Augsburg och Regensburg) och huvudstad i regeringsområdet Unterfranken. Medelåldern är 41 år, vilket innebär att Würzburg har en av Tysklands yngsta befolkningar. Många invånare talar en frankisk dialekt. Det finns också ett biskopsdöme i Würzburg för den romersk-katolska kyrkan. Staden ligger omkring 120 kilometer sydost om Frankfurt och omkring 110 kilometer nordväst om Nürnberg på båda sidorna av floden Main.

## Historia

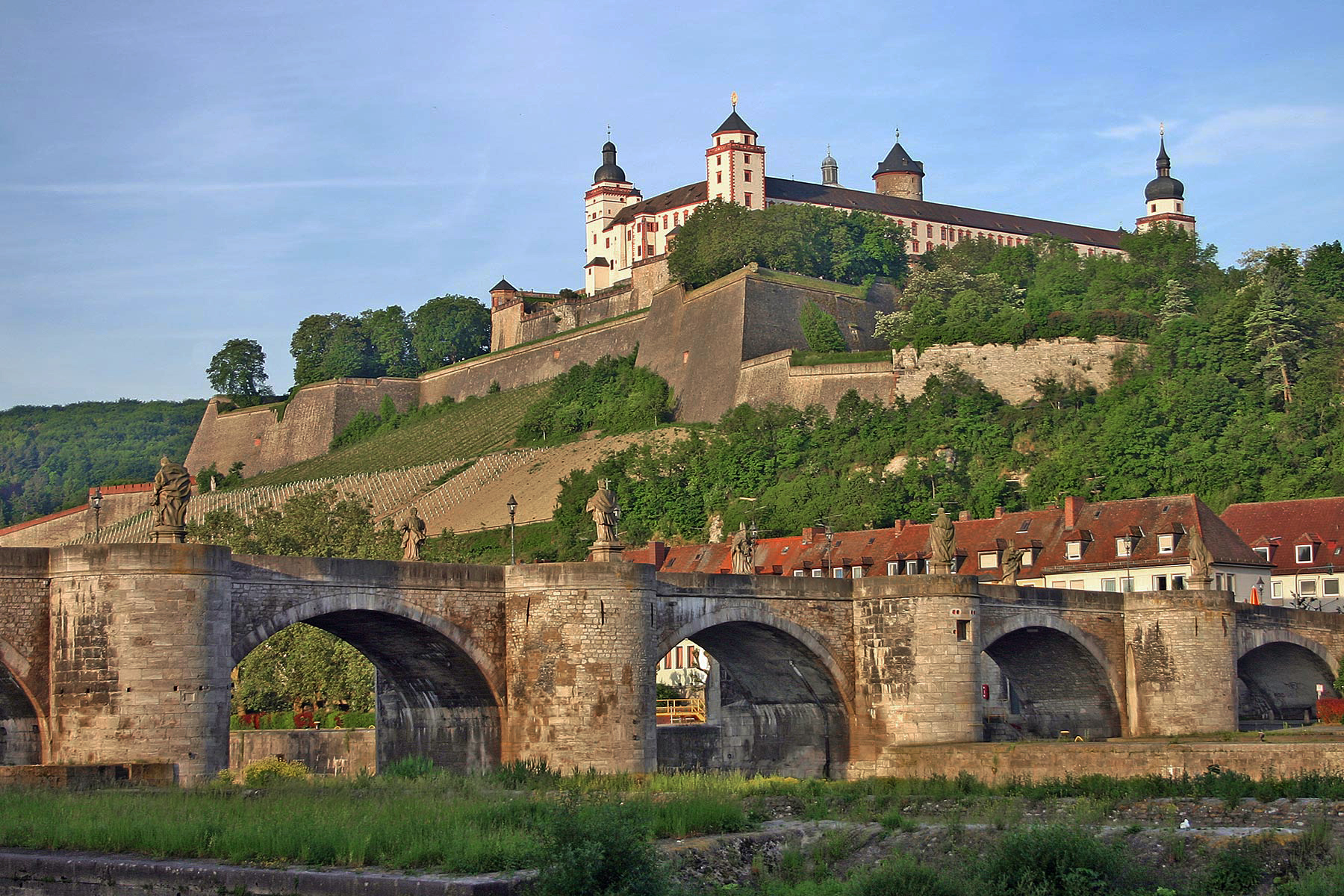
Festung Marienberg med gamla Mainbron i förgrunden.

Omkring 1000 f.Kr. fanns i området keltisk bebyggelse i form av en borg. Från år 704 kan man i urkunder finna området omnämnt och missionsverksamhet pågick där. År 706 byggdes en första kyrka på Marienberg; den första domkyrkan byggdes 788. Det första stiftet grundades av Bonifatius 742, när han utsåg Burkard till första biskop i Würzburg. 1168 ombildades stiftet till Furstbiskopsdömet Würzburg. 
Staden spelade en central roll i Tyska bondekriget då många upproriska bönder besegrades och dödades i maj 1525. Under trettioåriga kriget år 1631 erövrades staden av svenska trupper under Gustav II Adolf. Staden stormades den 8 november och försvararna och en del civila blev nedhuggna utan pardon då Marienbergfästningen vägrade ge upp. Den 16 mars 1945 utsattes staden för ett kraftigt allierat bombanfall och omkring 90 procent av innerstaden raserades (82% om man räknar hela staden). 
Trots dessa katastrofer finns det i Würzburg många sevärdheter, bland annat ett sextiotal kyrkor från olika tidsperioder. Residenset i Würzburg, från 1700- talet, ritad av byggmästaren Balthasar Neumann, är utsett till världsarv och betraktas som ett av de främsta exemplen på tysk senbarock.

## Geografi

### Klimat
|                                            | Jan  | Feb  | Mar  | Apr  | Maj  | Jun  | Jul  | Aug  | Sep  | Okt  | Nov  | Dec  |
| ------------------------------------------ | ---- | ---- | ---- | ---- | ---- | ---- | ---- | ---- | ---- | ---- | ---- | ---- |
| Normaldygnets maximitemperaturs medelvärde | 3,2  | 5,0  | 10,0 | 14,8 | 19,6 | 22,5 | 24,8 | 24,7 | 20,1 | 14,1 | 7,6  | 4,2  |
| Normaldygnets minimitemperaturs medelvärde | −2,0 | −1,7 | 1,5  | 4,5  | 8,8  | 11,9 | 13,8 | 13,5 | 10,0 | 6,1  | 2,1  | −0,6 |
|                                            |      |      |      |      |      |      |      |      |      |      |      |      |
| Nederbörd                                  | 42,4 | 35,9 | 42,8 | 37,6 | 59,7 | 56,5 | 64,7 | 54,3 | 48,6 | 48,6 | 46,3 | 52,9 |

| Diagram | temperaturer i °C • månadsnederbörd i mm • Källa: wetterlabs.de | temperaturer i °C • månadsnederbörd i mm • Källa: wetterlabs.de | temperaturer i °C • månadsnederbörd i mm • Källa: wetterlabs.de | temperaturer i °C • månadsnederbörd i mm • Källa: wetterlabs.de | temperaturer i °C • månadsnederbörd i mm • Källa: wetterlabs.de | temperaturer i °C • månadsnederbörd i mm • Källa: wetterlabs.de | temperaturer i °C • månadsnederbörd i mm • Källa: wetterlabs.de | temperaturer i °C • månadsnederbörd i mm • Källa: wetterlabs.de | temperaturer i °C • månadsnederbörd i mm • Källa: wetterlabs.de | temperaturer i °C • månadsnederbörd i mm • Källa: wetterlabs.de | temperaturer i °C • månadsnederbörd i mm • Källa: wetterlabs.de | temperaturer i °C • månadsnederbörd i mm • Källa: wetterlabs.de |
|         | 42 3 -2                                                         | 36 5 -2                                                         | 43 10 2                                                         | 38 15 5                                                         | 60 20 9                                                         | 57 23 12                                                        | 65 25 14                                                        | 54 25 14                                                        | 49 20 10                                                        | 49 14 6                                                         | 46 8 2                                                          | 53 4 -1                                                         |

## Storstadsområde
Många pendlar dagligen till arbetsplatser och utbildningar i Würzburg och dess närhet. Hela pendlingsområdet berör 49 städer och kommuner, med totalt nästan 300 000 invånare. 
| Områdestyp                  | Areal (km²) | Invånarantal 31 december 2006 | Densitet (inv/km²) |
| --------------------------- | ----------- | ----------------------------- | ------------------ |
| Würzburg                    | 87,63       | 134 913                       | 1 539,58           |
| Würzburgs närområde         | 43,04       | 34 752                        | 807,43             |
| Närliggande pendlingsområde | 826,70      | 124 461                       | 150,55             |
| Totalt                      | 957,37      | 294 126                       | 307,22             |

## Sevärdheter

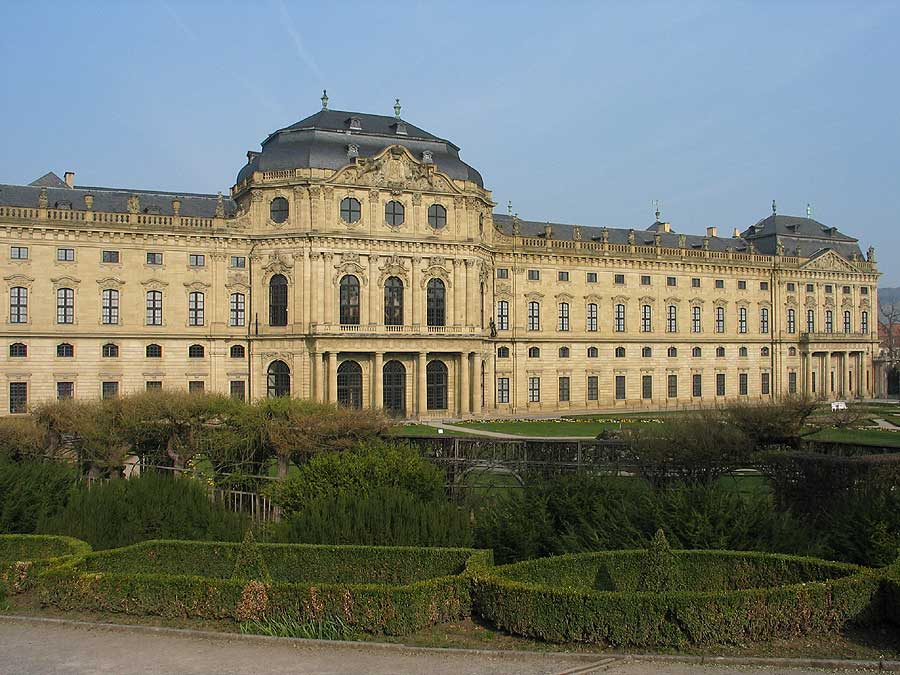
Residenset i Würzburg.

Würzburg är känt för sina historiska kyrkor. Många av stadens kyrkor överlevde intakt med stilar från romansk (St. Kiliansdom), gotisk (Marienkapelle), Renässansen (Neubaukirche), barock (Stift Haug Kirche) till modern (St. Andreas). Sevärda romanska kyrkor är domkyrkan (St. Kiliansdom zu Würzburg), Neumünster och kyrkan St. Burkard.
Fler sevärdheter:
- Residenset i Würzburg
- fästning Marienberg
- broarna över floden Main, framför allt gamla Mainbron
- kapellen Käppele
- vinerier Juliusspital och Bürgerspital
- Falkenhaus och borggården Stachel

Würzburg är utgångspunkten för den romantiska vägen som slutar i Füssen.

## Universitet
Würzburg är en av Tysklands traditionella universitetsstäder. Staden präglas av ett antal högre utbildningsinstitut. Julius-Maximilians-Universität, grundat 1402, är det äldsta universitetet i Bayern och ett av Tysklands äldsta och mest traditionstyngda universitet. Universitetet är organiserat i tio fakulteter med totalt 24 306 studenter (2011), varav 1 709 utländska. 
Här finns också en musikhögskola (Hochschule für Musik Würzburg), som är Tysklands äldsta, och den tekniska fackhögskolan (Fachhochschule Würzburg-Schweinfurt), vilka tillsammans sysselsätter cirka 5 500 anställda, lika många som staden Würzburg själv gör.

## Näringsliv
Würzburg är främst känt som ett administrativt centrum. De största arbetsgivarna är universitetet och kommunen. Inom industrisektorn finns på det hela taget bara mindre och mellanstora företag. Staden är centrum för vinodlingsregionen Franken och är välkänd för vinkulturen.

## Kultur

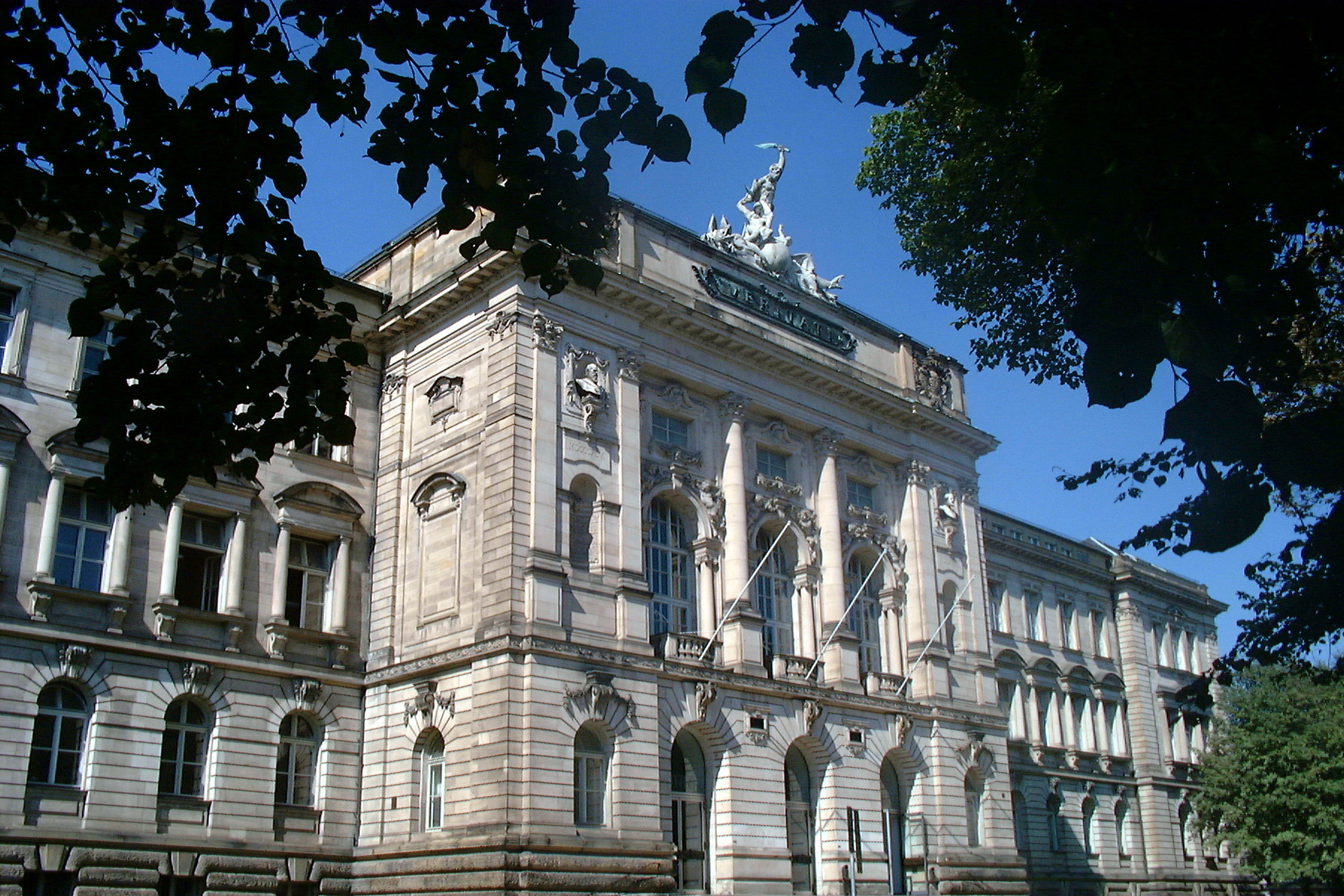
Neue Universität, universitetets huvudbyggnad, byggdes 1896.

### Teater (i urval)
- Mainfranken Theater: skådespel, musik, balett
- Kulturspeicher: musik och kabaré
- Boulevardteatern Chambinzky
- Theater am Neunerplatz och theater ensemble: experimentell teater

### Festivaler (i urval)
- Afrika festival i maj
- Mozartfest i juni/juli
- Kiliani-Volksfest i juli

### Museer (i urval)
- Museum am Dom: konstmuseum med ca. 300 bilder och skulpturer från ett årtusende
- Mainfränkisches Museum: frankisk konst, bland annat många konstverk av Tilman Riemenschneider
- Museum im Kulturspeicher: konstverk från 1800-talet fram till nutid

## Kommunikation
Würzburg ligger vid korsningen av motorvägarna A3 (Köln–Frankfurt–Nürnberg–Passau), A7 (Flensburg–Kassel–Ulm–Kempten) och A81 (Würzburg–Stuttgart–Bodensjön). I staden möts dessutom fyra av landets större vanliga vägar (ty. Bundesstrasse). 
Stadens järnvägsstation är en viktig järnvägsknut i Tysklands tågtrafik med bra anknytning till bland annat Frankfurt, Nürnberg, München, Kassel, Hannover eller Hamburg. Würzburg är också ett nav i det regionala järnvägsnätet.
Den närmaste större flygplatsen ligger i Frankfurt am Main.

## Vänort i Sverige
- Umeå sedan 1992

## Personligheter
- Frank Baumann, fotbollsspelare
- Dirk Nowitzki, basketspelare
- Wilhelm Conrad Röntgen, fysiker, nobelpristagare
- Eduard Kaspar Jakob von Siebold, läkare, professor